# Reforma jediného prutu
Reforma jediného prutu nebo metoda jediného prutu (čínsky v českém přepisu i-tchao pien-fa, pchin-jinem yītiáo biānfǎ, znaky 一条鞭法) je označení pro proces změn daňového systému čínské říše Ming probíhající v 16. a na počátku 17. století. Reforma spočívala ve sloučení různých naturálních plateb a odvodů do jediné položky, přirážky k pozemkové dani, placené ve stříbře. Analogicky byla platbami ve stříbře nahrazována pracovní povinnost.

## Reforma
Od poloviny 30. let 15. století se mingská vláda snažila najít další zdroje příjmů. Při naturálních odvodech bylo obtížné jak dopravit dávky do Pekingu nebo na jiné místo určení, tak případně je použít pro jiné účely. Řešením obou problémů bylo převedení povinností poddaných na platby ve stříbře. Proces ústupu od naturálních daní ve prospěch stříbra začal roku 1436 převedením části pozemkové daně sedmi jižních provincií z obilí na platby ve stříbře (takzvané „zlaté květinové stříbro“) zasílané do Pekingu. Od roku 1490 ojediněle, po roce 1507 všeobecně, službu na kurýrních a poštovních stanicích nahrazovaly platby „kurýrního stříbra“ (i-jin).
Po roce 1522 se místní úředníci dále snažili zjednodušit a usnadnit výběr daní. Různé platby odvozované od vlastnictví pozemků byly slučovány, pracovní povinnost omezována a nahrazována platbami. Reformy omezily možnost manipulace s daňovými záznamy, když daně nyní nebyly placeny prostřednictvím vesnických starších, ale přímo úřadům. Roku 1531 se v memorandu předloženém císaři poprvé objevil termín „reforma jediného prutu“.
Reforma přinesla jednak přesun od zdanění lidí a domácností (od kterých stát požadoval práci) ke zdanění půdy a za druhé přesun od naturálních plateb k platbám ve stříbře. Spočívala v provedení jednoho nebo více z následujících opatření:
- zrušení klasifikace domácností podle majetku pro účely (progresívního) zdanění,
- placení (některých) daní ve stříbře,
- přerozdělení daňových příplatků a dopravních nákladů[pozn. 1] rovnoměrně mezi poplatníky,
- spojení povinných dávek a prací s pozemkovou daní.[3]

Ideálním cílem změn bylo odstranění naturálních odvodů, služeb i povinné práce v systému li-ťia a jejich nahrazení platbou pozemkové daně s přirážkami (nahrazujícími ostatní povinnosti poplatníků), placenou ve stříbře.
Reforma postupovala od rozvinutějšího jihu země na sever. Zde v druhé polovině 16. století vyvolalo zavádění postupů běžných na jihu vlnu odporu. Spory se týkaly především rušení progresívního zdanění domácností. (Např. v Šan-tungu byly domácnosti rozděleny do tří skupin a devíti podskupin podle majetku. Jejich platby rostly od symbolických částek v nejnižších skupinách po 40 liangů stříbra ročně v nejvyšší kategorii.) Obhájci reformy tvrdili, že majetné domácnosti často získávaly daňové výjimky, takže progresívní zdanění bylo stejně jen fiktivní.
Nejintenzivněji byla reforma prosazována v 70. až 90. letech 16. století. Koncem 16. století už téměř všechny dávky a práce odváděné v systému li-ťia nahradily přirážky k pozemkové dani placené ve stříbře.
Reforma změnila způsob výběru daní, ne však jejich strukturu, která zůstala stejně složitá, objem potřebné administrativy proto nepoklesl. Neexistovaly souhrnné rozpočty úřadů, každá daň či poplatek se nadále účtovala samostatně a převáděla se na místo určení nezávisle na ostatních odvodech . Zůstalo množství vládních agentur, úřadů a skladů pro které byly dříve určeny odvody produktů, pouze okresní úřady jim nyní zasílaly stříbro. Obvykle ani neodstranila všechnu pracovní povinnost, mnohdy ovšem požadovanou z vyšších úrovní státní správy, a proto neovlivnitelnou okresními úřady. Nepodařilo se také úplně odbourat naturální platby daní. Zejména eunušští správci císařského paláce trvali na dodávkách rýže, oděvů, píce, lakových výrobků, čaje, vosku, kovů, zbraní a všech dalších věcí potřebných k provozu paláce. Ministerstvu daní se do konce dynastie nepodařilo jejich odpor překonat.